# Greg Sestero
Greg Sestero, född 15 juli 1978 i Walnut Creek i Kalifornien, är en amerikansk skådespelare, modell och författare. Som skådespelare är han mest känd för rollen som Marc i filmen The Room (som anses vara en av världens sämsta filmer). Han är även känd för att ha skrivit boken "The Disaster Artist" som handlar om hur han och hans kompis Tommy Wiseau gjorde The Room. Hans mor är fransk och han har även några italienska rötter. Han har besökt Malmö vid ett flertal tillfällen.